# Bruce Derlin
Bruce Phillip Derlin (* 28. November 1961 in Sydney) ist ein ehemaliger neuseeländischer Tennisspieler.

## Karriere
Derlin stand 1979 im Viertelfinale des Juniorenturniers der Australian Open, wobei er unter anderem Wally Masur besiegte. Im Laufe seiner Karriere konnte er drei Doppeltitel auf der ATP Challenger Tour erringen. Seine höchste Notierung in der Tennisweltrangliste erreichte er 1984 mit Position 115 im Einzel sowie 1986 mit Position 86 im Doppel.
Derlin spielte zwischen 1982 und 1988 dreizehn Einzel- sowie zwei Doppelpartien für die neuseeländische Davis-Cup-Mannschaft. Hierbei gelangen ihm sechs Einzel- sowie ein Doppelsieg. Sein größter Erfolg war die Teilnahme am Viertelfinale der Weltgruppe 1982, als er beim 3:2-Erfolg gegen Italien das letzte, bedeutungslose Einzel absolvierte.
Bei den Olympischen Sommerspielen 1988 trat er im Doppel für Neuseeland an. An der Seite von Kelly Evernden profitierte er von der Aufgabe der Argentinier und siegte im Anschluss in der zweiten Runde gegen die favorisierten Australier Darren Cahill und John Fitzgerald. Im Viertelfinale war dann jedoch gegen Stefan Edberg und Anders Järryd aus Schweden Endstation. 1993 trat er vom Profitennis zurück.

## Erfolge
| Legende                       |
| Grand Slam                    |
| Tennis Masters Cup            |
| ATP Masters Series            |
| ATP International Series Gold |
| ATP International Series      |
| ATP Challenger Series (3)     |

### Doppel

#### Turniersiege
| Nr. | Datum             | Turnier  | Belag     | Partner         | Finalgegner                  | Ergebnis |
| --- | ----------------- | -------- | --------- | --------------- | ---------------------------- | -------- |
| 1.  | 5. November 1989  | Peking   | Hartplatz | Zeeshan Ali     | Brian Devening Craig Johnson | 6:4, 6:4 |
| 2.  | 20. Mai 1990      | Bangkok  | Hartplatz | Jonathan Canter | Neil Borwick David Lewis     | 6:4, 6:4 |
| 3.  | 29. November 1991 | Auckland | Hartplatz | Carl Limberger  | David Adams Paul Hand        | 6:4, 7:5 |

#### Finalteilnahmen
| Nr. | Datum        | Turnier | Belag | Partner        | Finalgegner                | Ergebnis |
| --- | ------------ | ------- | ----- | -------------- | -------------------------- | -------- |
| 1.  | 26. Mai 1985 | Florenz | Sand  | Carl Limberger | David Graham Laurie Warder | 1:6, 1:6 |